# فيلهلمينا لاجولهولم
فيلهلمينا كاثرينا لاجولهولم (بالسويدية: Wilhelmina Lagerholm)‏ ( 1826–1917 ) رسامة سويدية ومصورة محترفة. بعد دراسة الرسم وممارسته لأول مرة، التفتت بشكل أساسي إلى التصوير الفوتوغرافي في عام 1862 ، وافتتحت استوديوًا في أوريبرو في وسط السويد.  

## حياتها

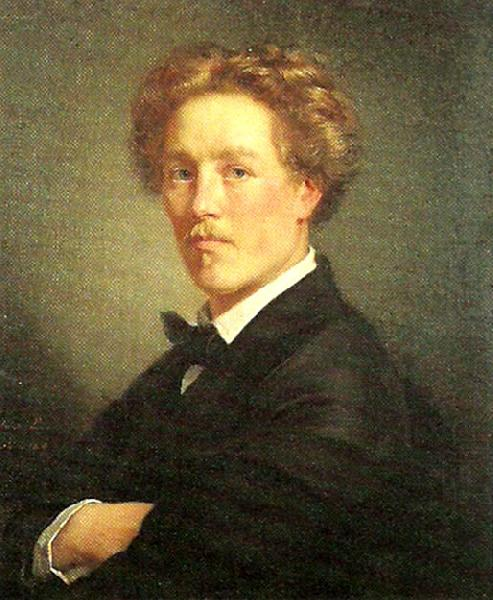
صورة زيتية رسمتها لاجولهولم لأستاذها أوغست مالمستروم

من مواليد 25 مارس 1826 في أوريبرو، كانت لاغرهولم ابنة كل من المساح نيلس فريدريك ويلهيلم لاجرهولم وزوجته آنا إليزابيث إيكمان.  درست الفن في ستوكهولم وباريس ودوسلدورف ، وأصبحت بارعة كمصورة. من 1862 إلى 1871 ، عملت كمصورة في أوريبرو لكنها انتقلت بعد ذلك إلى ستوكهولم حيث أصبحت رسامة بورتريه. في عام 1871 ، أصبحت عضوًا في الأكاديمية الملكية السويدية للفنون . 
توفيت لاجيرهولم في ستوكهولم في 19 يونيو 1917.  تُذكر بأنها واحدة من أوائل المصورات المحترفات في السويد إلى جانب إيما شينسون في أوبسالا وهيلدا شولين في مالمو وروزالي سجومان في ستوكهولم . 